# Friedrich Körte
Pour les articles homonymes, voir Körte.
Christoph Franz Friedrich Körte, né le 16 janvier 1818 à Aschersleben et mort le 4 février 1914 à Berlin, est un médecin allemand.

## Biographie
Friedrich Körte est le fils de l'officier et fonctionnaire administratif Christian Körte (de) (1786-1858). Il fréquente l'école de Schulpforta puis étudie la médecine, entre autres, à Marbourg (1838-1839) et à Berlin avec Johann Lukas Schönlein, Johannes Müller, Moritz Heinrich Romberg, Eduard Wolff, Karl von Gräfe et Johann Christian Jüngken (de). En 1840-1841, il accomplit son service d'un an comme chirurgien militaire dans le Régiment de cuirassiers de la Garde, mais est libéré après six mois pour poursuivre ses études. Le 6 août 1841, il obtient un doctorat avec une thèse d'histoire médicale sur l'étude de la maladie des taches sanguines. En octobre 1841, il réussit l'examen d'État et en 1842 reçoit son permis d'exercer la médecine et l'obstétrique.
Au début de 1843, il occupe le poste de troisième assistant sans salaire dans le cabinet de Stephan Friedrich Barez (1790–1856). En 1850, il ouvre son propre cabinet à Berlin. Il devient l'un des médecins de famille les plus respectés de la ville et est également le médecin de famille de nombreuses personnalités éminentes, telles que le peintre Adolph von Menzel, l'architecte Martin Gropius et l'archéologue Ernst Curtius, les familles Krupp, Borsig et von Siemens.
Il s'engage dans les préoccupations de la profession médicale et est en 1855 président fondateur de la « Société de médecine scientifique », qui précède la Société de médecine de Berlin (de). Celle-ci le fait membre honoraire en 1891, et en janvier 1888 président fondateur de la Société médicale de Berlin.
Il meurt près de trois semaines après son 96e anniversaire, le 4 février 1914 dans son appartement de la Hafenplatz 7 à Friedrichsvorstadt (de) à Berlin (aujourd'hui quartier Berlin-Kreuzberg), où il vivait depuis 42 ans. Il est enterré dans la tombe de la famille Körte dans le Cimetière de Dorotheenstadt.

### Famille
Il épouse Marie, née Thaer (1832-1898), fille du médecin Andreas Ernst Thaer (1790-1837) et petite-fille de l'agronome Albrecht Daniel Thaer. Le couple a eu dix enfants, sept fils : l'archéologue Gustav Körte (1852-1917), le chirurgien Werner Körte (de) (1853-1937), l'architecte Friedrich Körte (1854-1934), le peintre Martin Körte (1857-1929), le maire de Königsberg Siegfried Körte (1861-1919), l'ingénieur Christian Körte (1862-1920), le philologue classique Alfred Körte (1866-1946) et trois filles : Magdalene Körte (1856-1858), Marie Körte (1859-1863) et  Margarete Korte (1864-1918).